# Seckauer Becken
Koordinaten: 47° 16′ 12,3″ N, 14° 47′ 59,2″ O
Das Seckauer Becken ist ein nördlich des österreichischen Murtales gelegenes inneralpines Becken. Hauptort ist Seckau. Im Südwesten schließt das Aichfeld an.
Geologisch liegt es an der Grenze der Nördlichen Kalkalpen zu der Grauwackenzone und ist ein Teil der Norischen Senke.

## Geschichte
Das fruchtbare und wasserreiche Tal in der Weststeiermark war bereits in der vorrömischen Eisenzeit dicht besiedelt und gehörte zum Regnum Noricum, dem die Norische Senke ihren Namen verdankt. Neben der Landwirtschaft spielten damals vor allem die Tonerdevorkommen für die Herstellung von Keramik eine Rolle. Auch Eisenerzvorkommen fanden sich in der Gegend. Nach dem Zerfall des römischen Reiches kam das Tal in der Zeit der Völkerwanderung zunächst unter slawischen Einfluss, bis sich im 8. und 9. Jahrhundert dort deutsche Siedler niederließen. Um 1140 entstand das Benediktinerkloster Seckau. Örtliche Vorkommen von Sandstein erleichterten die Errichtung der großzügig dimensionierten klerikalen Einrichtungen.

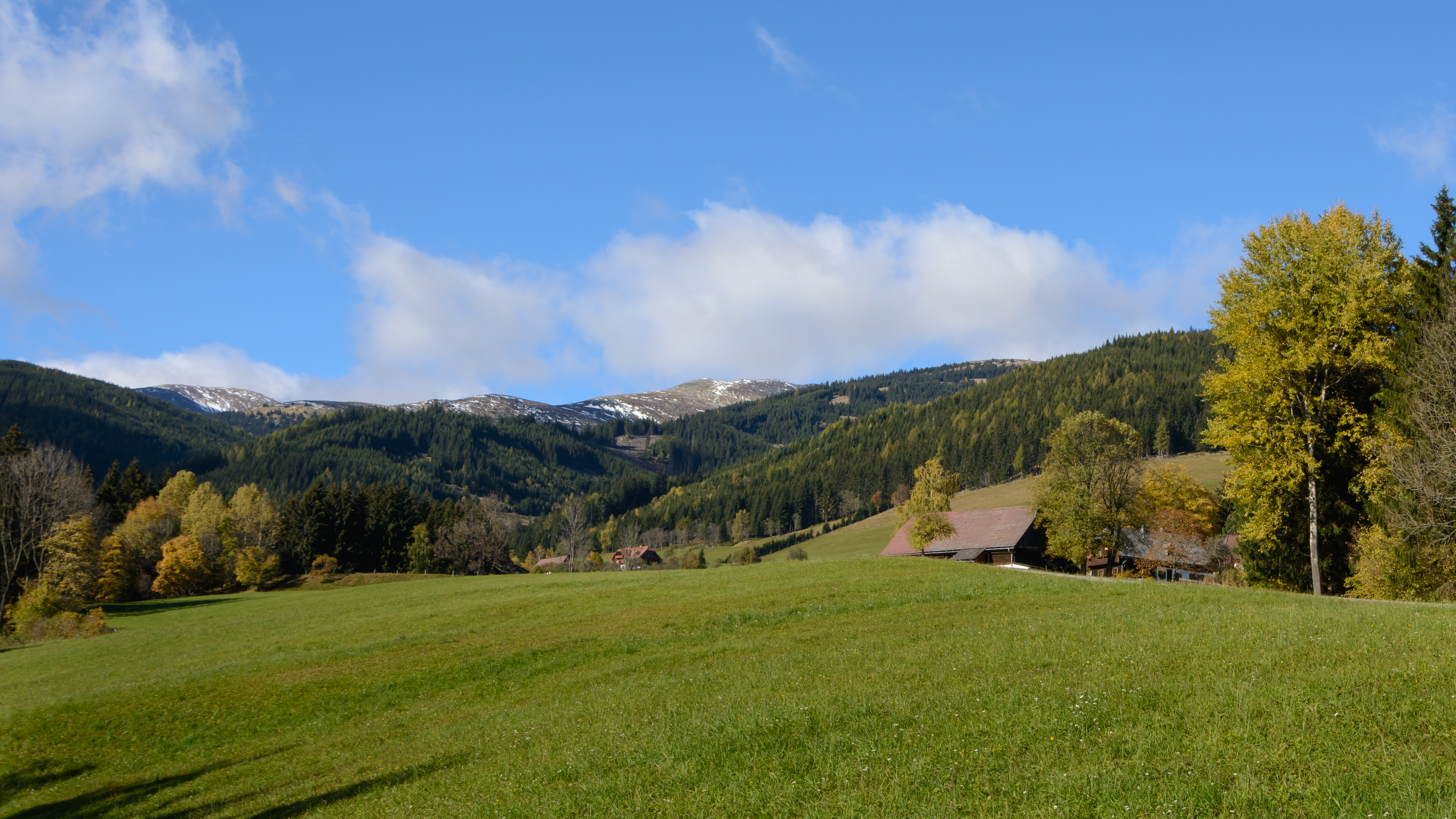
Blick in das Seckauer Becken

## Heute
Noch heute ist das Tal überwiegend land- und forstwirtschaftlich geprägt. Als weiterer wirtschaftlich bedeutender Faktor kam der Tourismus hinzu. Geologische Untersuchungen in den 1970er Jahren wiesen das Vorhandensein von Kohleflözen und Kohlegas nach, die jedoch nicht ausgebeutet werden.
Durch das Becken führt der Fernwanderweg Via Alpina (violett), der in diesem Bereich teilweise einem uralten Handelsweg von der Ostsee zur Adria folgt, der sogenannten Bernsteinroute.